# Spilosoma snelleni
Spilosoma snelleni là một loài bướm đêm thuộc phân họ Arctiinae, họ Erebidae.